# Podocidaris ornata
Podocidaris ornata is een zee-egel uit de familie Arbaciidae.
De wetenschappelijke naam van de soort werd in 1912 gepubliceerd door Hubert Lyman Clark.